# Warlords
Warlords – komputerowa strategiczna gra turowa stworzona przez Stevena Fawknera, wyprodukowana przez Strategic Studies Group i wydana w 1989 przez Electronic Arts na DOS oraz Amigę. Jest to pierwsza gra z serii Warlords. Warlords jest uważany za klasyczną grę gatunku, doczekał się 3 kontynuacji, a także osobnej serii RTS-ów o nazwie Warlords Battlecry.

## Rozgrywka
W grze dostępnych jest osiem różnych klanów, walczących między sobą o kontrole nad krainą Illuria. Są to; Sirians, Storm Giants, Grey Dwarves, Orcs of Kor, Elvallie, Horse Lords, Selentines i Lord Bane. Każdy z klanów może być kontrolowany przez gracza lub komputer. Rozgrywka polega na przemieszczaniu jednostek po mapie i zdobywaniu miast. Każde z miast przynosi określony dochód w złocie i można w nim produkować jednostki takie jak: piechota, łucznicy, konnica oraz stwory fantastyczne (w tym latające). Produkcja każdej jednostki trwa określoną liczbę tur i jest możliwa jeśli gracz ma złoto, same jednostki różnią się od siebie siłą i odległością, którą mogą przebyć w trakcie ruchu. Ten sam typ jednostki produkowany w różnych miastach może różnić się statystykami. Istotnymi jednostkami w grze są bohaterowie, którzy mogą eksplorować ruiny, świątynie oraz biblioteki. Znajdować się w nich mogą sprzymierzone jednostki oraz artefakty. Celem gry jest podbicie krainy Illuria przez przejęcie lub zrównanie z ziemią przynajmniej dwóch trzecich miast – gra ma tylko jedną mapę, na której toczy się rozgrywka.